# Olga Ravn
Olga Ravn, född  27 september 1986 i Köpenhamn på Själland, är en dansk författare, kritiker och översättare utbildad på Forfatterskolen i Köpenhamn 2010.  
Olga Ravn är verksam som litteraturkritiker i tidningen Politiken och skriver också litteraturkritik för flera andra tidskrifter. Hon har bland annat översatt den svenska poeten Ann Jäderlund  till danska. Ravn är sedan 2020 ledamot av Det Danske Akademi. Hennes bok De ansatte (The Employees i engelsk översättning) blev 2021 nominerad till International Booker Prize.